# Acer osmonti
Acer osmonti é uma espécie de árvore do gênero Acer, pertencente à família Aceraceae.